# Nixon (Pennsilvània)
Nixon és una concentració de població designada pel cens dels Estats Units a l'estat de Pennsilvània. Segons el cens del 2000 tenia 1.404 habitants.

## Demografia
Segons el cens del 2000, Nixon tenia 1.404 habitants, 508 habitatges, i 419 famílies. La densitat de població era de 203 habitants/km².
Dels 508 habitatges en un 34,4% hi vivien nens de menys de 18 anys, en un 74% hi vivien parelles casades, en un 5,5% dones solteres, i en un 17,5% no eren unitats familiars. En el 15,4% dels habitatges hi vivien persones soles el 7,5% de les quals corresponia a persones de 65 anys o més que vivien soles. El nombre mitjà de persones vivint en cada habitatge era de 2,67 i el nombre mitjà de persones que vivien en cada família era de 2,98.
Per edats la població es repartia de la següent manera: un 24,1% tenia menys de 18 anys, un 4,4% entre 18 i 24, un 26% entre 25 i 44, un 28,4% de 45 a 60 i un 17,1% 65 anys o més.
L'edat mediana era de 43 anys. Per cada 100 dones de 18 o més anys hi havia 105 homes.
La renda mediana per habitatge era de 58.864 $ i la renda mediana per família de 65.759 $. Els homes tenien una renda mediana de 48.550 $ mentre que les dones 29.423 $. La renda per capita de la població era de 27.269 $. Entorn del 3,3% de les famílies i el 3,4% de la població estaven per davall del llindar de pobresa.

## Poblacions properes
El següent diagrama mostra les poblacions més properes.